# زرقی
زرقی، روستایی است از توابع بخش مرکزی و در شهرستان خوشاب استان خراسان رضوی ایران.
این روستا نسبتا جزء قدیمی ترین روستا های خراسان میباشد و آثار کشف شده توسط میراث فرهنگی دال بر قدمت دور و دراز این روستا میباشد.
این روستا با اینکه جزء روستاهای محروم خوشاب است اما یک ژئوپارک بسیار دنج برای مسافرین میباشد که از خانه هایی با معماری باستانی که تلفیقی از معماری ایرانی-اسلامی زمان صفویان است ساخته شده.
فرهنگ: مردمان این روستا قالبا افرادی خون گرم میهمان نواز و بسیار اصیل میباشند که عاشق کار زراعت و دامداری میباشند و همچنان از لحاظ هنری طبع بسیار گرمی دارند من جمله شاعر این روستا امیر حسن زرقی که از آثار این شاعر جوان میتوان به کتاب سارا و برزو و بسیاری تک شعر و داستان سرگذشت روستای زرقی اشاره کرد  کتاب سارا و برزو در قالب قصیده دراز سروده شده و راوی داستان افسانه ای دو جوان عاشق از همین دیار است با توجه به همین افسانه ها میتوان فهمید که مردم این دیار از طبع بسیار بالای هنری بهره مندند.

## جمعیت
این روستا در دهستان سلطان‌آباد قرار داشته و بر اساس سرشماری سال ۱400 جمعیت آن 213 نفر (45 خانوار)
بوده است.